# 6 Metre
6 metre o 6 metros es una clase internacional de embarcaciones a vela reconocida por la Federación Internacional de Vela y cuyo organismo rector es la International Six Metre Association (ISMA).
Fue clase olímpica en nueve Juegos Olímpicos, entre 1908 y 1952.
Se trata de una clase de monocascos de quilla de altas prestaciones diseñados para regatas.

## Historia
La regulación de las clases por el sistema métrico se creó en 1907 para homogeneizar los múltiples sistemas de hándicap que existían a nivel local y nacional en las competiciones de vela.
Las siguientes clases construidas bajo el nuevo sistema métrico fueron clases olímpicas:
| Clase     | Periodo como clase olímpica |
| --------- | --------------------------- |
| 12 Metre  | 1908–1920                   |
| 10 Metre  | 1912–1920                   |
| 9 Metre   | 1920                        |
| 8 Metre   | 1908–1936                   |
| 7 Metre   | 1908, 1920                  |
| 6 Metre   | 1908–1952                   |
| 5.5 Metre | 1952–1968                   |